# Hertigdömet Sachsen
Hertigdömet Sachsen var sachsarnas ursprungsområde gamla Sachsen under den tidiga medeltiden då de underkuvades av Karl den Store i de saxiska krigen från 772 och införlivades i Frankerriket kring 804. Efter fördraget i Verdun 843 blev Sachsen ett av de tyska stamhertigdömena i Östfrankiska riket. Hertigdömet delades in i tre stora delar: Engern i mitten, Westfalen i väster och Ostfalen i öster. 

## Karl den Stores erövring
Sachsarna höll länge fast vid sina gamla gudar och gjorde hårdnackat motstånd mot alla omvändelseförsök. Karl Martell och hans son
Pippin, som sökte bringa dem till underkastelse under det frankiska riket och den kristna tron, vann endast partiella framgångar. Först Karl den store lyckades kuva sachsarna. Från år 772 företog han upprepade krigståg in i hjärtat av sachsarnas land. Genom uppförande av starka borgar, genom hänsynslösa härjningar, massavrättningar o.s.v. utmattade han sina motståndares krafter, och redan 777 kunde han hålla en riksdag i Paderborn, där de underkuvade lovade honom trohet och massvis lät döpa sig. Men den stränghet, varmed han sökte undertrycka den hedniska kulten och införa frankiska, kyrkliga inrättningar, väckte en hejdlös förbittring. En förnäm västfal Widukind framträdde som ledare för motståndet. Det ena upproret avlöste det andra, å ömse sidor kämpades med växande förbittring.
783 vann Karl emellertid två avgörande segrar vid Detmold och vid Hase. 785 uppgav Widukind striden och mottog dopet. Under de nya uppror, som utbröt 792–804, använde Karl med förkärlek utvägen att förflytta stora delar av den sachsiska befolkningen från dess hemland. (Därom vittnar ännu ortnamn i mellersta och södra Tyskland.) I dessas ställe kom frankiska kolonister. Regionen annekterades stegvis i Frankerriket, och blev sedermera hertigdömet Sachsen.
Ännu långt efter sedan det gamla Sachsen som politisk enhet upphört, kvarlevde medvetandet om en sachsisk stam. Sachsare var länge beteckning på Nordtysklands befolkning över huvud (däri inbegripet folket i de från slaverna vunna områdena öster om Elbe och Saale, fastän kolonisterna i dessa bygder endast till ringa del var av sachsisk härkomst).

## Sachsen under Frankerriket
I det erövrade landet upprättades åtta biskopsstift (Osnabrück, Verden, Bremen, Paderborn, Minden, Halberstadt, Hildesheim och Münster). För dess världsliga förvaltning insattes grevar och markgrevar. Den av Karl utfärdade Lex saxonum ("sachsarnas lag"; troligen 802) bekräftade den sachsiska adelns rättigheter och bidrog att försona den med frankerna. Efter 804 hör man inte heller längre talas om slitningar, sachsarna blev trogna mot riket och sin nya tro och kämpade oförsonligt med sina hedniska grannar venderna och nordmännen.
Då det alltmer försvagade karolingiska riket inte kunde ge tillräckligt skydd, började en rik och ansedd adlig släkt, ludolfingerna, att taga ledningen i de permanenta gränsstriderna mot slaverna. Dess stamfader Ludolf (död 866) bekläddes av konung Ludvig den tyske med markgrevlig rättighet och nämnes en gång som hertig över de östliga sachsarna. Hans andre son, Otto (död 912), utövade på konung Konrads tid verklig hertiglig myndighet, och Sachsen räknades från denna tid som ett av de fem tyska stamhertigdömena. Vid denna tid förenades Thüringen med Sachsen. Då med Ottos son Henrik av ludolfingernas ätt 919 vann tyska kronan, förblev Sachsen till en början helt och hållet under kungens omedelbara förvaltning. Men den sachsiska hertigvärdigheten återupprättades 960, då Henriks son Otto I (936–973) överlät hertigdömet åt greve Hermann Billung (död 973). Till en början var den hertigliga myndigheten inskränktare än de forne stamhertigarnas, men Hermans ättlingar, billungarna, visste att utvidga sina befogenheter och sin självständighet.
De saliske kejsarnas strävanden att hävda sin myndighet i Sachsen (kejsar Henrik III byggde t.ex. en borg i Goslar, där han gärna vistades) mötte motstånd från både hertigarna och adeln; under kejsar Henrik IV var Sachsen härden för stormannaoppositionen mot konungen (det stora sachsarupproret 1073-75). Billungarna fullföljde fejderna mot sina slaviska grannar; men de erövringar, som därunder gjordes öster om Elbe och Saale och som organiserades i markgrevskap, kom inte i varaktig politisk förbindelse med hertigdömet Sachsen.
Då ätten utslocknade, 1106, förlänades Sachsen åt Lothar av Supplinburg. När han själv blivit kejsare, gav han det i sin tur 1137 åt hertigen av Bayern, Henrik den stolte av huset Welf, som på mödernet härstammade från den gamla hertigätten. Henriks son,
Henrik Lejonet (1142-80) vann genom sina erövrings- och omvändelsetåg mot slaverna stora områden (bland annat större delen av nuvarande Mecklenburg) åt sitt hertigdöme. Men den katastrof, som 1180 drabbade honom, gjorde också slut på hertigdömet Sachsen i dess forna utsträckning.
Henrik fick behålla endast sina familjegods (se Braunschweig); den hertigliga värdigheten i de västliga delarna av landet (Westfalen) tillföll ärkebiskopen av Köln, och åtskilliga furstar, som förut stått under den sachsiske hertigens överhöghet, erkändes som riksomedelbara.
Den nye hertigen av Sachsen, Bernhard (död 1212), av huset Askanien, fick på sin lott endast några smärre områden vid mellersta och nedre Elbe. Detta hertigdöme (det yngre hertigdömet Sachsen), som för övrigt 1260 delades på två linjer, Sachsen-Lauenburg och Sachsen-Wittenberg, spelade i Tysklands historia endast en underordnad roll. Efter långvariga strider fick den wittenbergska linjen sin rätt att deltaga i kejsarvalet, sin kurfurstevärdighet, bekräftad 1356. 1423, då denna linje utslocknade, förlänades dess länder och kurfurstevärdigheten åt markgreve Fredrik IV av Meissen och Thüringen, av huset Wettin.

## Källa
Den här artikeln är helt eller delvis baserad på material från Nordisk familjebok, Sachsare, 1904–1926.